# 青海アキ
青海 アキ（おうみ あき）は、日本の俳優。千葉県出身。身長157cm、血液型はB型。元レティクル東京座劇団員。

## 略歴
2012年2月の旗揚げから2021年12月の解散までレティクル東京座に所属した。
また、秋葉原にある、OLカフェ＆バー8style（エイトスタイル）にもOLとして籍を置いている。

## 人物
- 趣味は映画鑑賞、スポーツ観戦。特技はヨガ、茶道。[1]

## 出演
（役名太字は主演・ヒロイン）

### 舞台

#### 2012年
- レティクル東京座vol.1 『コルトス脳信号』(2012年02月) - 鮫子役
- レティクル東京座番外公演『首吊り狐のトワイン』(2012年11月)
- レティクル東京座vol.2 『アタシのアンテナ終末論』(2012年12月) - 崇役

#### 2013年
- ま夜中散歩『やすらぐあな』(2013年02月)
- レティクル東京座vol.3 『見世物革命ゴウマちゃん』(2013年08月) - 猫役
- レティクル東京座vol.4 『人魚の皇』(2013年12月) - 未西内親王役

#### 2014年
- レティクル東京座vol.5『常夜ノ國ノ★アリス』（2014年05月） - ロレナ役
- レティクル東京座番外公演『芸能海兵ウズメ組』(2014年05月) - 青柳役

#### 2015年
- レティクル東京座vol.6『學園使徒ノクト』（2015年02月） - 月宮 役
- レティクル東京座vol.7『幕末緞帳イコノクラッシュ！』（2015年09月） - 徳川喜慶 役

#### 2016年
- レティクル東京座vol.8『昴のテルミニロード』（2016年03月） - レイ 役
- コジョ 6th impression SAF vol.10参加作品『間、違えば、愛した竜』（2016年08月） - 燐 役
- BANANAディストピア 第三回公演『カモ先生!!』（2016年11月） - 木田 役

#### 2017年
- レティクル東京座 Ｌ<ライト>エンタメ公演『アイドル♂怪盗レオノワール』（2017年02月） - 夾子・クニークルス （ヒロイン）役
- VACAR ENTERTAINMENT『むばたまの夜に降る白雪の月影』（2017年03月） - 月チーム・鳥海亜希／雪チーム・闇 役
- レティクル東京座 Ｎ<ニュートラル>エンタメ公演『皇宮陰陽師アノハ』（2017年09月） - 野ばら 役

#### 2018年
- guizillen 8llen『ギジレン歌劇団』（2018年06月） -被験体OU-3 役
- レティクル東京座 Ｄ<ダーク>エンタメ公演『氷雨丸 -常花の青年遊廓-』（2018年06月） - 伊達氷雨丸 役
- ヅカ★ガール異端公演『セイレムの焔』（2018年10月） - 作家 役
- 牡丹茶房『コーポ・カルミアの由々しき狼』(2018年12月) - 小出山留理役

#### 2019年
- レティクル東京座 Ｌ<ライト>エンタメ公演『電脳演形キャステット』（2019年04月） - ジャイロ親方 役
- 少女都市『光の祭典』(2019年08月) - みらい役
- レティクル東京座 劇団員公演『バァルエンドの月 -受胎告知-／-千年王國-』（2019年09月）
- guizillen『ギジレン５さい』（2019年12月） -

#### 2020年
- サムゴーギャッドモンテイプ『おうちにかえる・オブ・ザ・デッド　Take2』(2020年05月)　-全公演を中止

#### 2021年
- レティクル東京座 Ｎ<ニュートラル>エンタメ公演『メノウと狐の大業雨』(2021年09月) - クチナシ 役　-全公演を中止

#### 2022年
- 言葉のアリア Season3 ハルジオン 第6回公演『ペリクリーズ』(2022年04月) - ペリクリーズ役
- Ayk撮影会公演『メフィストの瞳』真珠チーム(2022年06月) - ステラ役
- ヅカ★ガール覚醒公演『モルフェウスの魔境』幻チーム（2022年11月) - カオス役
- PLAN39『クドい十二人の女』（2022年11月) - 羽山アキ役

#### 2023年
- 舞台芸術創造機関SAI『変身-METAMORPHOSIS』(2023年03月) - ミス・ザムザ役
- ヅカ★ガール爛漫公演『卍珠沙華』(2023年03月) - お梅役
- ヅカ★ガール10周年公演『蛇姫花伝』鏡チーム（2023年10月） - ナユタ 役[4]
- イノセントギアカンパニー #01『わが闇』Aチーム(2023年12月) - 志田潤役
- AMP THE PAVILION：004.5『サリーの実験室』(2023年12月)

#### 2024年
- 道楽息子『かぞくのわ』(2024年03月) -佐藤ヒトミ役
- route. file:006『ノアちゃんの方舟』（2024年10月）
- ヅカ★ガール輪廻公演 『ヴァルハラ・ワルツ』氷チーム（2024年12月） - ロキ 役